# Cup of Russia de 1998
Cup of Russia de 1998 foi a terceira edição da Cup of Russia, um evento anual de patinação artística no gelo organizado pela Federação de Patinação Artística da Rússia (em russo:  Федерация фигурного катания на коньках Росси), e que fez parte do Grand Prix de 1998–99. A competição foi disputada entre os dias 26 de novembro e 29 de novembro, na cidade de Moscou, Rússia.

## Eventos
- Individual masculino
- Individual feminino
- Duplas
- Dança no gelo

## Medalhistas
| Evento                        | Ouro                                           | Prata                                    | Bronze                                      |
| Individual masculino detalhes | Alexei Urmanov · Rússia                        | Evgeny Plushenko · Rússia                | Alexander Abt · Rússia                      |
| Individual feminino detalhes  | Elena Sokolova · Rússia                        | Julia Soldatova · Rússia                 | Irina Slutskaya · Rússia                    |
| Duplas detalhes               | Elena Berezhnaya · Anton Sikharulidze · Rússia | Shen Xue · Zhao Hongbo · China           | Kyoko Ina · John Zimmerman · Estados Unidos |
| Dança no gelo detalhes        | Anjelika Krylova · Oleg Ovsiannikov · Rússia   | Irina Lobacheva · Ilia Averbukh · Rússia | Tatiana Navka · Roman Kostomarov · Rússia   |

## Resultados

### Individual masculino
| Pos.              | Nome             | Nacionalidade  | Pontos | PC | PL |
| ----------------- | ---------------- | -------------- | ------ | -- | -- |
| Medalha de ouro   | Alexei Urmanov   | Rússia         | 1.5    | 1  | 1  |
| Medalha de prata  | Evgeny Plushenko | Rússia         | 3.0    | 2  | 2  |
| Medalha de bronze | Alexander Abt    | Rússia         | 4.5    | 3  | 3  |
| 4                 | Ivan Dinev       | Bulgária       | 6.5    | 5  | 4  |
| 5                 | Szabolcs Vidrai  | Hungria        | 8.0    | 4  | 6  |
| 6                 | Evgeny Pliuta    | Ucrânia        | 9.0    | 8  | 5  |
| 7                 | Selichi Suzuki   | Japão          | 12.5   | 11 | 7  |
| 8                 | Jeff Langdon     | Canadá         | 13.0   | 6  | 10 |
| 9                 | Michael Tyllesen | Dinamarca      | 14.0   | 12 | 8  |
| 10                | Markus Leminen   | Finlândia      | 14.0   | 10 | 9  |
| 11                | Frédéric Dambier | França         | 15.5   | 9  | 11 |
| 12                | Timothy Goebel   | Estados Unidos | 15.5   | 9  | 11 |

### Individual feminino
| Pos.              | Nome               | Nacionalidade    | Pontos | PC | PL |
| ----------------- | ------------------ | ---------------- | ------ | -- | -- |
| Medalha de ouro   | Elena Sokolova     | Rússia           | 1.5    | 1  | 1  |
| Medalha de prata  | Julia Soldatova    | Rússia           | 3.5    | 3  | 2  |
| Medalha de bronze | Irina Slutskaya    | Rússia           | 4.0    | 2  | 3  |
| 4                 | Yuka Kanazawa      | Japão            | 6.5    | 5  | 4  |
| 5                 | Laetitia Hubert    | França           | 7.0    | 4  | 5  |
| 6                 | Anna Rechnio       | Polônia          | 9.0    | 6  | 6  |
| 7                 | Veronika Dytrtová  | República Tcheca | 12.5   | 11 | 7  |
| 8                 | Amber Corwin       | Estados Unidos   | 12.5   | 9  | 8  |
| 9                 | Angela Derochie    | Canadá           | 13.0   | 8  | 9  |
| 10                | Yulia Lavrenchuk   | Ucrânia          | 14.5   | 7  | 11 |
| 11                | Silvia Fontana     | Itália           | 16.0   | 12 | 10 |
| 12                | Franziska Guenther | Alemanha         | 18.0   | 10 | 12 |

### Duplas
| Pos.              | Nome                                  | Nacionalidade  | Pontos | PC | PL |
| ----------------- | ------------------------------------- | -------------- | ------ | -- | -- |
| Medalha de ouro   | Elena Berezhnaya / Anton Sikharulidze | Rússia         | 1.5    | 1  | 1  |
| Medalha de prata  | Shen Xue / Zhao Hongbo                | China          | 4.5    | 5  | 2  |
| Medalha de bronze | Kyoko Ina / John Zimmerman            | Estados Unidos | 4.5    | 3  | 3  |
| 4                 | Dorota Zagorska / Mauriuz Siudek      | Polônia        | 5.0    | 2  | 4  |
| 5                 | Marina Eltsova / Andrei Bushkov       | Rússia         | 7.0    | 4  | 5  |
| 6                 | Tatiana Totmianina / Maksim Marinin   | Rússia         | 9.0    | 6  | 6  |
| 7                 | Nadia Micalleff / Bruno Marcotte      | Canadá         | 10.5   | 7  | 7  |
| 8                 | Heather Allebach / Matthew Evers      | Estados Unidos | 12.0   | 8  | 8  |

### Dança no gelo
| Pos.              | Nome                                 | Nacionalidade  | Pontos | DC | DO | DL |
| ----------------- | ------------------------------------ | -------------- | ------ | -- | -- | -- |
| Medalha de ouro   | Anjelika Krylova / Oleg Ovsiannikov  | Rússia         | 2.0    | 1  | 1  | 1  |
| Medalha de prata  | Irina Lobacheva / Ilia Averbukh      | Rússia         | 4.0    | 2  | 2  | 2  |
| Medalha de bronze | Tatiana Navka / Roman Kostomarov     | Rússia         | 7.0    | 4  | 4  | 3  |
| 4                 | Silwia Nowak / Sebastian Kolasiński  | Polônia        | 7.0    | 3  | 3  | 4  |
| 5                 | Naomi Lang / Peter Tchernyshev       | Estados Unidos | 10.0   | 5  | 5  | 5  |
| 6                 | Chantal Lefebvre / Michel Brunet     | Canadá         | 12.0   | 6  | 6  | 6  |
| 7                 | Dominique Deniaud / Martial Jaffredo | França         | 14.0   | 7  | 7  | 7  |
| 8                 | Stephanie Rauer / Thomas Rauer       | Alemanha       | 16.0   | 8  | 8  | 8  |
| 9                 | Angelika Fuhring / Bruno Ellinger    | Áustria        | 18.4   | 10 | 9  | 9  |
| 10                | Kornelia Barany / Andras Rosnik      | Hungria        | 19.6   | 9  | 10 | 10 |

## Quadro de medalhas
| Ordem | País           | Medalha de ouro | Medalha de prata | Medalha de bronze |    | Ordem por total |
| ----- | -------------- | --------------- | ---------------- | ----------------- | -- | --------------- |
| 1     | Rússia         | 4               | 3                | 3                 | 10 | 1               |
| 2     | China          |                 | 1                |                   | 1  | 2               |
| 3     | Estados Unidos |                 |                  | 1                 | 1  | 2               |
| TOTAL | TOTAL          | 4               | 4                | 4                 | 12 | —               |